# Merry-la-Vallée
Merry-la-Vallée ist eine französische Gemeinde mit 361 Einwohnern (Stand: 1. Januar 2022) im Département Yonne in der Region Bourgogne-Franche-Comté; sie gehört zum Arrondissement Auxerre und zum Kanton Charny Orée de Puisaye. Die Bewohner werden Mérillons und Mérillonnes genannt.

## Geographie
Merry-la-Vallée liegt etwa 17 Kilometer westlich von Auxerre. Umgeben wird Merry-la-Vallée von den Nachbargemeinden Le Val d’Ocre im Norden, Égleny im Osten und Nordosten, Beauvoir im Osten, Parly im Süden, Toucy im Süden und Südwesten sowie Villiers-Saint-Benoît im Westen.

## Bevölkerungsentwicklung
| Jahr                       | 1962 | 1968 | 1975 | 1982 | 1990 | 1999 | 2006 | 2013 | 2020 |
| Einwohner                  | 402  | 354  | 335  | 325  | 344  | 362  | 416  | 403  | 367  |
| Quellen: Cassini und INSEE |      |      |      |      |      |      |      |      |      |

## Sehenswürdigkeiten
- Kirche Saint-Vincent-et-Saint-Fiacre
- Kapelle Saint-Félix, 1843 erbaut
- Schloss Arthé, aus dem 15. Jahrhundert

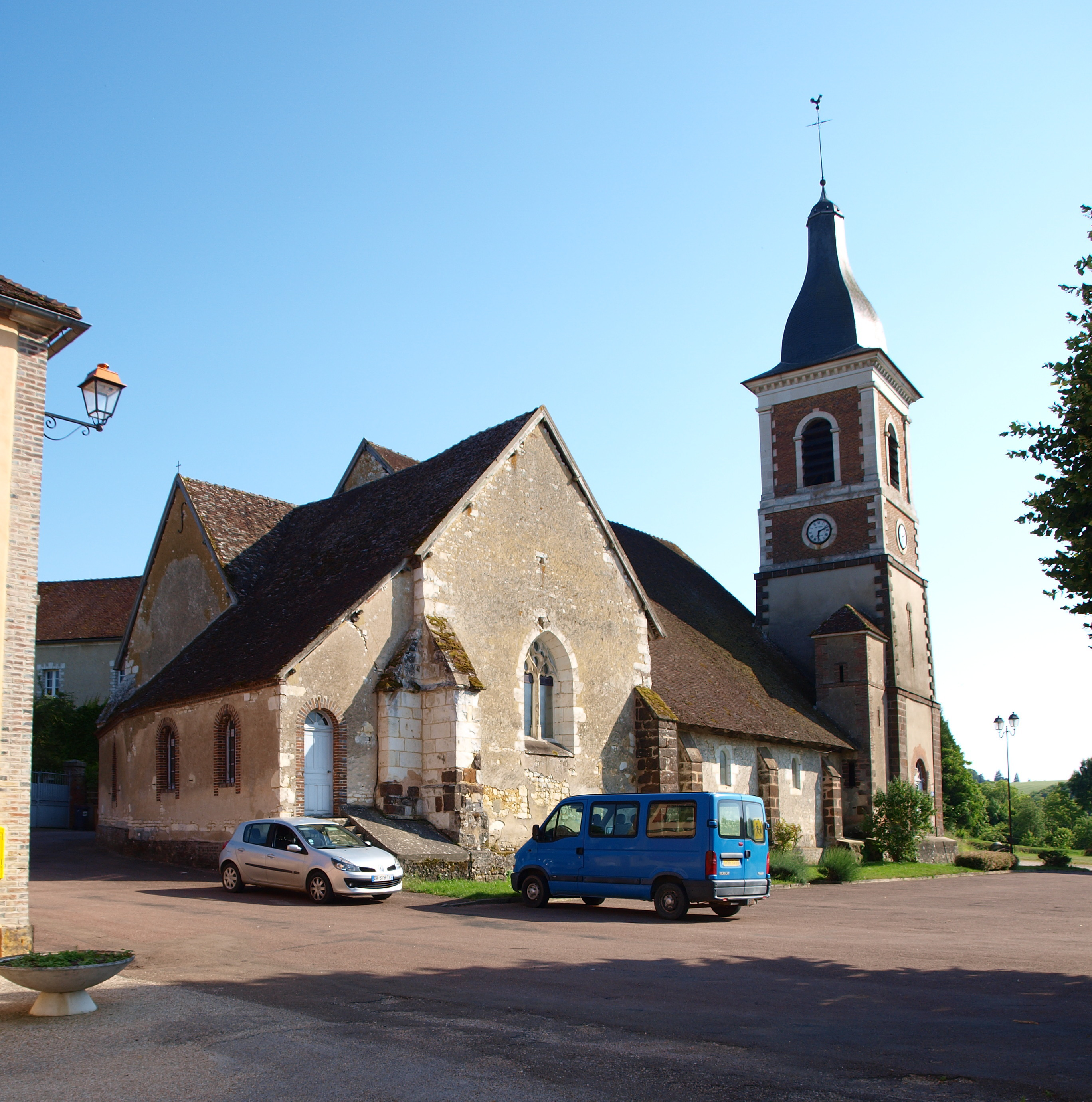
Kirche Saint-Vincent-et-Saint-Fiacre
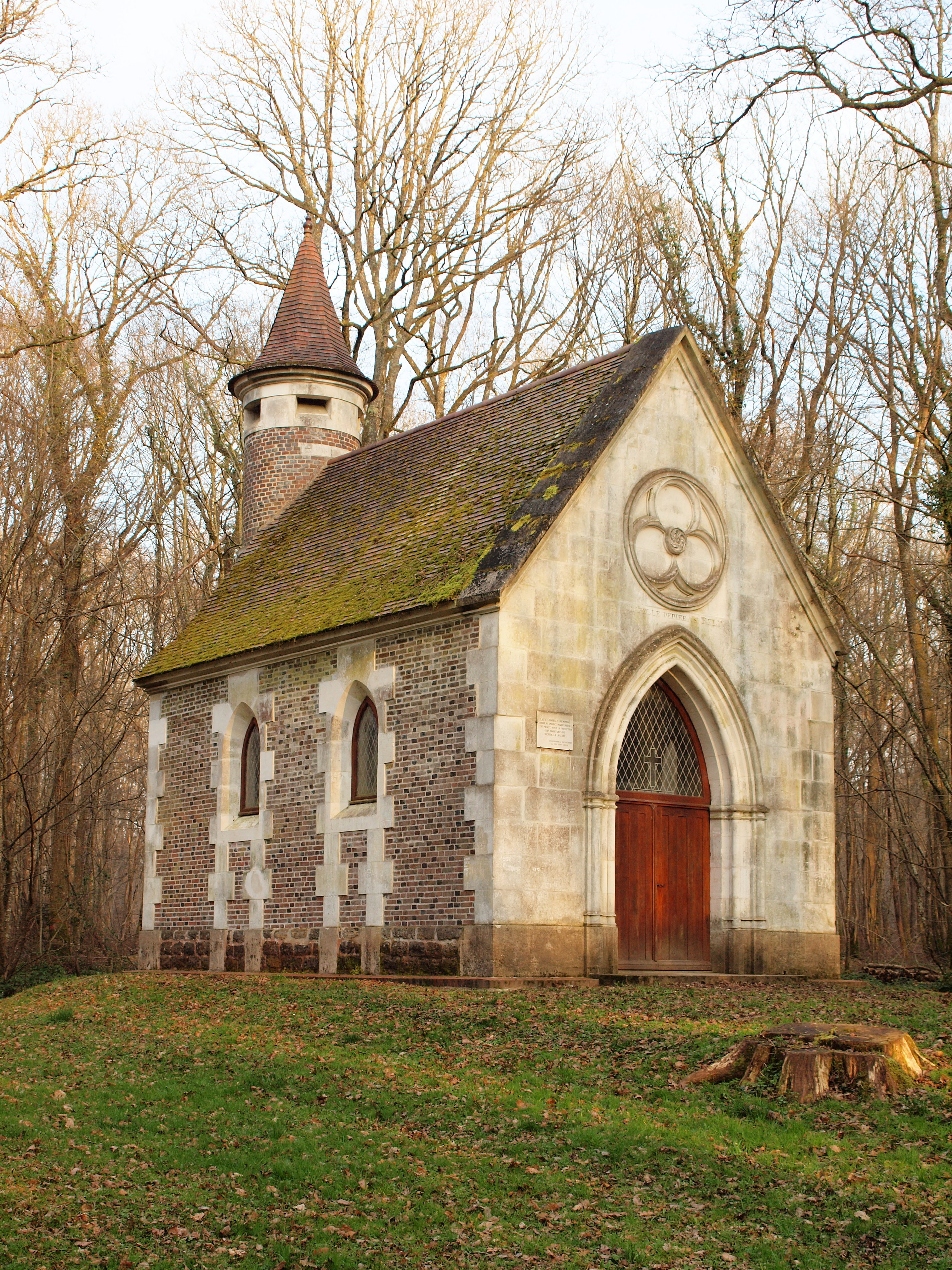
Kapelle Saint-Félix
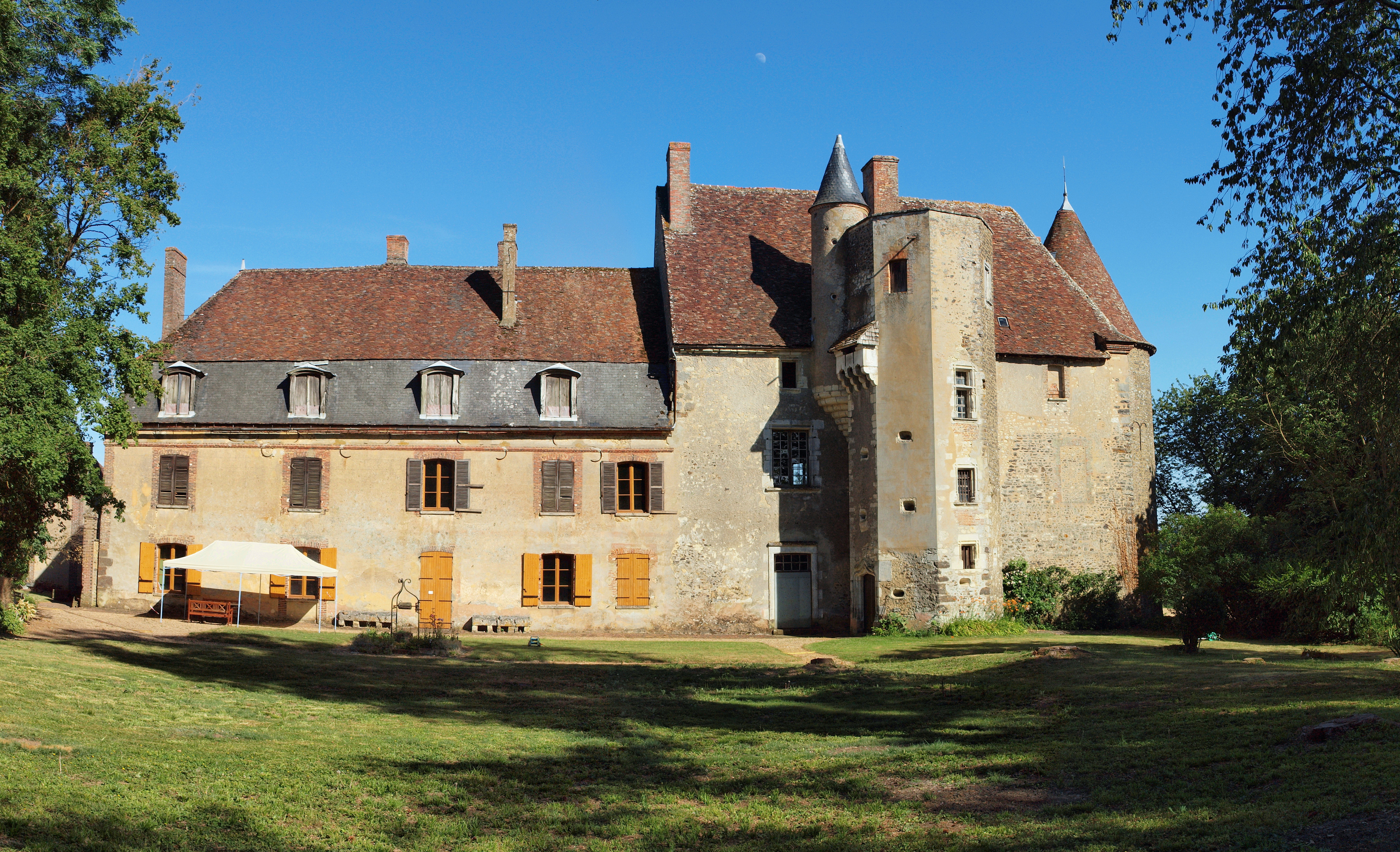
Schloss Arthé